# ژاباری
ژاباری (به صربی: Žabari) یک شهرستان در صربستان است که در ناحیه برانیچوو واقع شده‌است. ژاباری ۱۰۵ متر بالاتر از سطح دریا واقع شده‌است.